# DriveNow
DriveNow er et bybilsfirma, og er et datterselskab af BMW. DriveNow begyndte i München i Tyskland i juni 2011, og har siden oktober 2017 haft haft flere end 6.000 bybiler i drift i ni lande samt mere end en million kunder. 
Bilerne fra DriveNow kan starte og afslutte ture inden for et defineret operationsområde. Dette koncept er også kendt som free floating car sharing. Bilerne lokaliseres vie firmaets app, og der afregnes på minut-, time- eller dagsbasis. 

## DriveNow i København
DriveNow blev lanceret i København d. 3. september 2015, som det første DriveNow-franchise. Franchisetager er Arriva Danmark, og forretningen hedder i Danmark derfor DriveNow - operated by Arriva. Grundet den tætte forbindelse til offentlig transport, er Rejsekortet blevet integreret i DriveNow København, som kan bruges til at åbne og låse bybilerne.
Bilerne der udlejes er elbilen BMW i3 samt BMW 1-serie, BMW X2, MINI Cooper 3-Dørs og MINI Cooper 5-Dørs.

## Byer
Nedenstående tabel viser, hvor DriveNow har bybiler:
| Byer       | Land           | Køretøjer | Brændstoftype             | Start af forretningen | Ref.   |
| ---------- | -------------- | --------- | ------------------------- | --------------------- | ------ |
| München    | Tyskland       | 680       | Benzin, Diesel, Elektrisk | Juni 2011             | [ 4 ]  |
| Berlin     | Tyskland       | 1070      | Benzin, Diesel, Elektrisk | September 2011        | [ 5 ]  |
| Hamborg    | Tyskland       | 560       | Benzin, Diesel, Elektrisk | Oktober 2013          | [ 6 ]  |
| Düsseldorf | Tyskland       | 200       | Benzin, Diesel, Elektrisk | Januar 2012           | [ 7 ]  |
| Köln       | Tyskland       | 400       | Benzin, Diesel, Elektrisk | September 2012        | [ 8 ]  |
| Wien       | Østrig         | 430       | Benzin, Diesel, Elektrisk | Oktober 2014          | [ 9 ]  |
| London     | Storbritannien | 270       | Benzin, Diesel, Elektrisk | December 2014         | [ 10 ] |
| København  | Danmark        | 600       | Benzin, Elektrisk         | September 2015        | [ 11 ] |
| Stockholm  | Sverige        | 300       | Benzin, Diesel, Elektrisk | Oktober 2015          | [ 12 ] |
| Bruxelles  | Belgien        | 300       | Benzin, Elektrisk         | Juli 2016             | [ 13 ] |
| Milano     | Italien        | 480       | Benzin, Elektrisk         | Oktober 2016          | [ 14 ] |
| Helsinki   | Finland        | 150       | Benzin, Elektrisk         | Maj 2017              | [ 15 ] |
| Lissabon   | Portugal       | 211       | Benzin, Elektrisk         | August 2017           | [ 16 ] |